# Wellington Nem
Wellington Silva Sanches Aguiar, dit Wellington Nem, né le 6 février 1992 à Rio de Janeiro, est un footballeur international brésilien. Il joue au poste d'attaquant à Kisvárda FC.

## Palmarès
- Révélation du Championnat du Brésil en 2011 avec Figueirense.
- Champion de l'État de Rio en 2012
- Vainqueur du Championnat du Brésil en 2012
- Championnat d'Ukraine en 2014 et 2017
- Coupe d'Ukraine en 2016

## En sélection
En 2009, Wellington Nem participe à la Coupe du monde des moins de 17 ans avec la sélection brésilienne. Il prend part aux trois rencontres de la Seleção et il ouvre son compteur dès le premier match face au Japon (victoire du Brésil 3-2), qui est éliminée dès le premier tour.
Le 26 mai 2012, il honore sa première sélection avec l'équipe du Brésil pour affronter le Danemark à l'Imtech Arena de Hambourg, où il remplace Leandro Damião à la 75e minute du match (victoire 3-1).

## Statistiques détaillées

### En club
| Saison | Club        | Championnat | Championnat | Championnat | Coupe(s) nationale(s) | Coupe(s) nationale(s) | Compétition(s) continentale(s) | Compétition(s) continentale(s) | Compétition(s) continentale(s) | Sélection | Sélection | Sélection | Total | Total |
| Saison | Club        | Division    | M.          | B.          | M.                    | B.                    | Comp.                          | M.                             | B.                             | Équipe    | M.        | B.        | M.    | B.    |
| 2011   | Figueirense | 1           | 25          | 9           | -                     | -                     | -                              | -                              | -                              | -         | -         | -         | 25    | 9     |
| 2012   | Fluminense  | 1           | 26          | 6           | -                     | -                     | CL                             | 7                              | 0                              | Brésil    | 3         | 0         | 36    | 6     |